# Valparola-hágó
A Valparola-hágó, németül: Valparolapass, olaszul: Passo di Valparola, gader-völgyi ladin nyelvjárásban Ju de Valparola vagy Ju de Valparora; egy 2192 m magasságban fekvő alpesi hágó a Dolomitok Fanes-hegycsoportjában, Belluno megyében), Veneto régióban, Dél-Tirol határának közvetlen közelében, Észak-Olaszországban.

## Fekvése

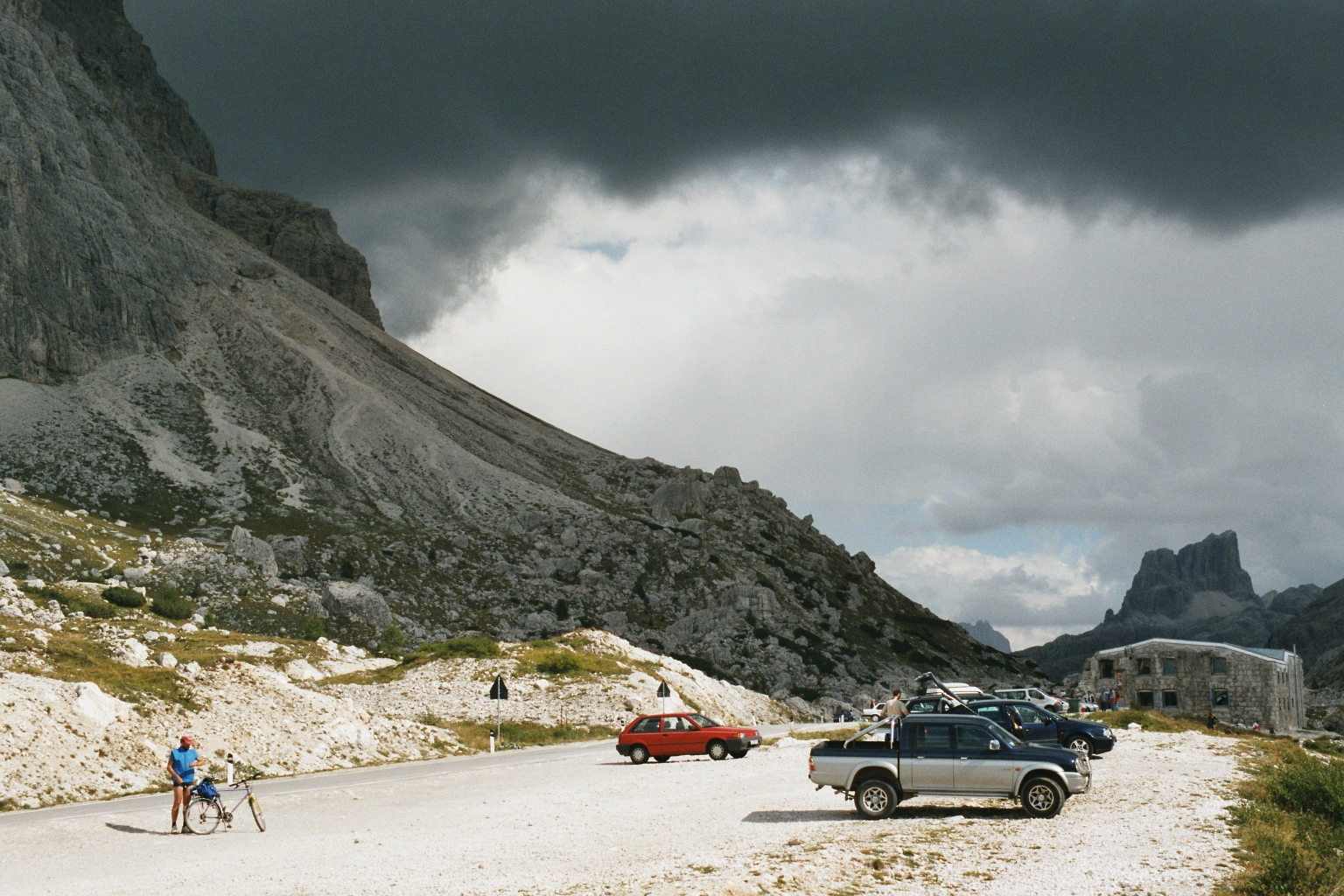
A hágó nyugat felől: balra a Kis-Lagazuoi, háttérben az Averau

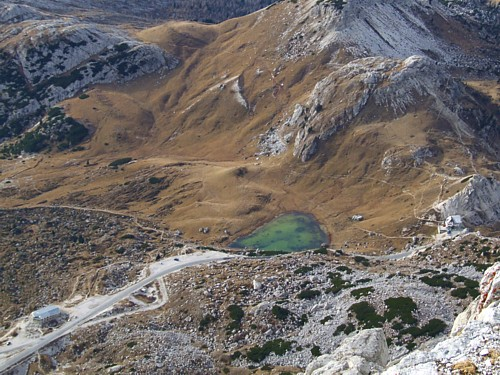
A Valparola-hágó, erőd és tó képe a Lagazuoiról nézve

A Valparola-hágó a Keleti-Dolomitokban fekszik, a San Cassiano-völgyben, amely az Abtei-völgyet (Val Badia) és a Buchenstein-völgyet köti össze. A hágó északkeleti oldalát a Kis-Lagazuoi lejtői határolják, délnyugaton a meredek Hexenstein (Sasso di Stria) tömbje zárja le, amelynek keleti fala már a szomszédos Falzarego-hágóra néz. A két hágó közötti távolság mindössze 1,5 km.
A Valparola-hágón a 244. sz. főút halad át, amely északnyugaton Stern (La Villa) községnél csatlakozik a Gader-völgy (Val Badia) és a Grödner-völgy (Val Gardena) felé vivő utakhoz. Délkeleten a Falzarego-hágón futó SS 48. sz. főútba csatlakozik.
A hágótetőn, az út mellett egy aprócska tengerszem fekszik, ez a Valparola-tó (Lago di Valparola), egy kis vízfolt látványos hegyi környezetben. Képét sok reklámfotón és turisztikai klipben mutatják. A hágó útja néhány kilométerre kelet felé a Falzarego-hágóra érkezik, innen kelet felé Cortina d’Ampezzóba, nyugat felé a Buchenstein (Livinallongo) völgybe és Arabbába jutunk. A hágótól nem messze nyugat felé, az „osztrák” oldalon áll a Tre Sassi nevű első világháborús osztrák záróerőd. Innen dél felé széles kilátás nyílik a 2571 m magas Setsass hegyre és az ahhoz kapcsolódó hegyláncra, messzebb dél felé a Col di Lana és Monte Sief kettős csúcsára, mögöttük a Marmolada gleccserre. Észak felé tekintve a Fanes csoporthoz tartozó Cunturines-csúcs zárja el a kilátást. Keleten a Falzarego-hágó déli előhegyei látszanak (Cinque Torri, Averau).
A Valparola-hágó vízválasztót képez: nyugati oldala az Adriába torkolló Rienz vízgyűjtője, amely az Eisack (Isarco) folyóba, az pedig az Etsch (Adige) folyóba torkollik, keleti oldalán a folyók a Piave folyóba torkollanak (mindkét folyórendszer az Adriában végződik).

## Történelme
A hágóban és környékén a középkorban és a korai újkorban (a 16. századig) vasolvasztó kohók működtek. A felhagyott őskohók romjai még az 1860-as években is láthatók voltak. A Valparola-tó medrében végzett későbbi régészeti feltárás igazolta, hogy a hágóban a vasolvasztás kezdetei sokkal korábbra, a vaskorszakra nyúlnak vissza. A terület régi német neve „Eisenofenalpe”, azaz kb. „vaskohók mezeje”volt, ennek latin fordítása (Valporola) adta a hágó olaszos hangzású nevét (Val Parola, Valparola). A korai újkorban használták még a Valparolajoch és a Castellopaß neveket is.
A középkorban a hágóra csak málhás ösvény vezetett fel, ezt a 19. század második felében építették ki szilárd burkolatú úttá. Az első világháború előtt a hágó Tirol területén feküdt. Az Olasz Királyság államhatára a hágótól délkeletre, a Cordevole-völgyben húzódott. Az Olasz Királyság expanzíós terveit ismerve a Osztrák Császárság, majd az Osztrák–Magyar Monarchia hegyi erődvonalat épített ki a Dolomitokban. A Valparola-hágóban álló Tre Sassi (Tra is Sassi) erődöt 1897–1900 között építették.

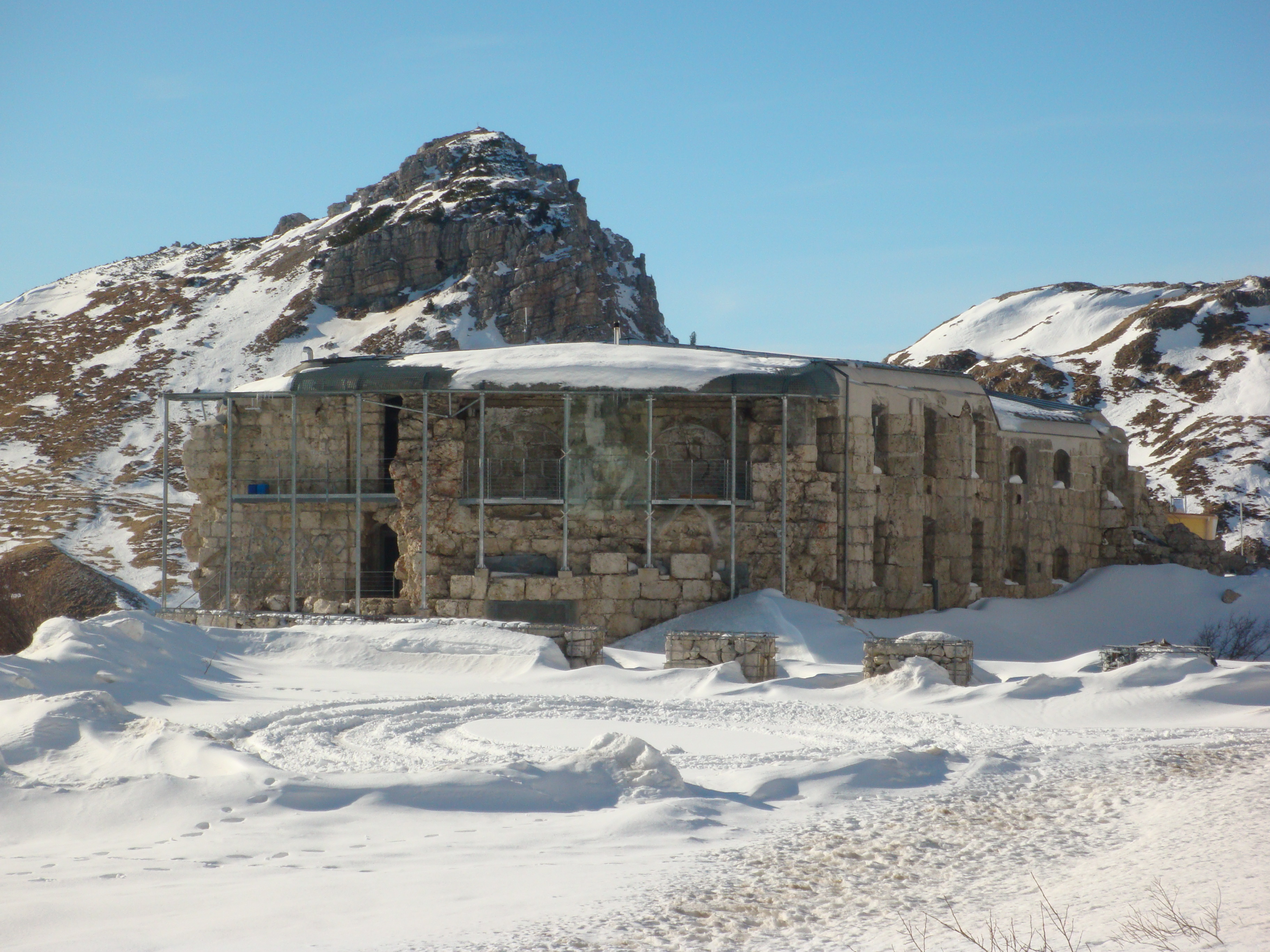
A Tre Sassi erőd (2011–12 telén).

Olaszország 1915-ös hadba lépésekor az osztrák–magyar hadvezetés Cortinát feladta, a csapatokat a jól védhető hegyi állásokba vonták vissza. A közeli Falzarego-hágóban súlyos harcok folytak a Lagazuoi és a Tofanák elfoglalásáért. Délen a Buchenstein-völgyben az olaszok a Col di Lanát és Monte Siefet rohamozták. A Tre Sassi erődöt a Falzerego-hágótól délre, a Cinque Torri körzetében telepített olasz nehéztüzérség már a harcok kezdetén belőtte. Az erőd súlyosan megsérült, használhatatlanná vált. A osztrákok megtévesztő kivilágítással, látható csapatmozgással fenntartották az erőd működőképességének látszatát. A Tre Sassit emiatt tovább lőtte az olasz tüzérség, viszont a hágó elleni gyalogsági támadásra nem került sor, a Col di Lana elfoglalása után sem. 1917 végén, a caporettói áttörés sikere nyomán az olasz csapatokat az egész Dolomitokból kivonták, az 1918-as összeomlás után azonban egész Dél-Tirol és Trentino olasz kézre került, ezt az állapotot az 1919-es saint-germaini béke véglegesítette. A fasizmus idején, 1923-ban a Buchenstein (Livinallongo) vidékét (vele a Valparola hágót is) királyi rendelettel átcsatolták Veneto tartományhoz. A hágó ma Belluno megye területén fekszik, Bolzano megye (Dél-Tirol) határvonala kb. 1 km-re nyugatabbra húzódik.

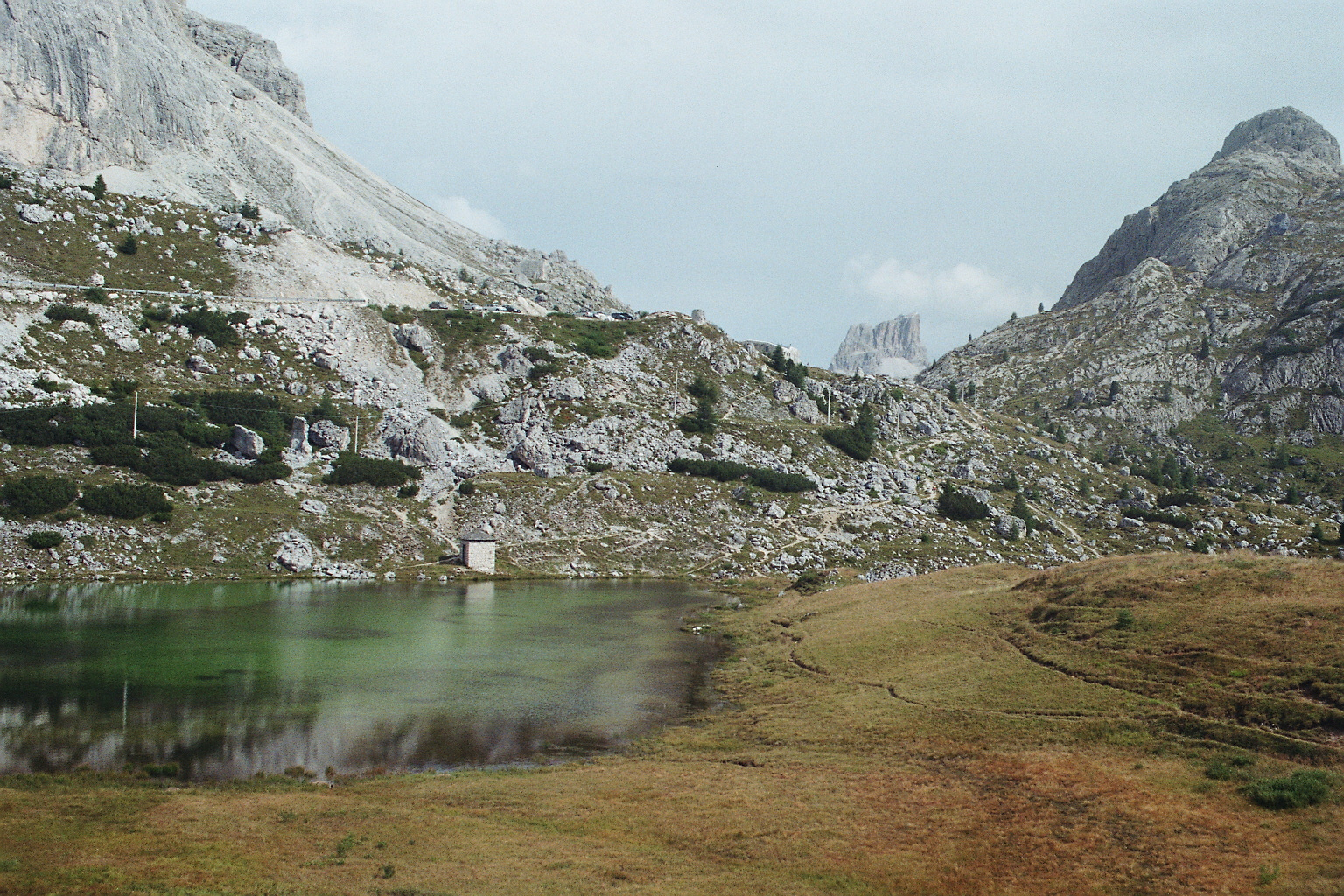
A „kék kő” (jobbra fent) a Hexenstein csúcsa alatt

A Tre Sassi erőd az 1990-es évekig romos állapotban volt, az ezredforduló után részben helyreállították, ma kis múzeum található benne.
2008-ban tréfás kedvű egyének a Hexenstein oldalában egy nagyobb sziklatömböt kékre festettek, ez azóta afféle helyi látványossággá vált.